# Historiografia romana

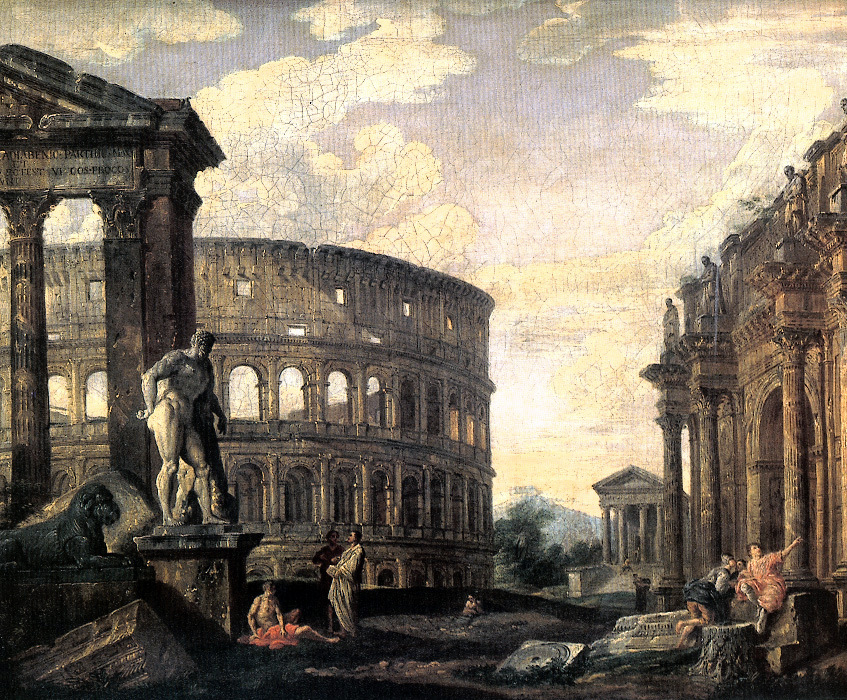
Roma

Por historiografia romana entende-se narrativas que abordam o presente ou o passado, escritas em prosa, que valorizavam a esfera política e escritas com parâmetros de composição definidos pela retórica. As narrativas históricas na Roma Antiga eram consideradas como um gênero literário. Não existia o entendimento moderno sobre os parâmetros epistemológicos da história, mas de nenhuma forma isso significa dizer que os historiadores desprezavam a pesquisa e a busca pela verdade. Os relatos históricos buscavam agregar vivacidade à narrativa, não existia uma exata correspondência entre realidade e discurso, mas informavam pela plausibilidade. Essas histórias também misturavam os fatos ocorridos, com mitos e crenças populares.
A história na Roma Antiga tinha como papel relatar os acontecimentos ocorridos durante certo período de tempo, expressando o desejo de perpetuar ou evitar modelos morais de vício e virtude e servindo como instrução moral, tendo um papel didático. Os historiadores da antiguidade latina davam destaque aos grandes feitos heroicos, aos nomes e aos acontecimentos marcantes, como batalhas. Diferente de hoje, os historiadores antigos não tinham preocupações ou inquietações relativas às questões sociais e econômicas. Os assuntos principais estavam centrados no campo político-militar e o historiador embelezava suas narrativas.
Tradicionalmente convencionou-se adotar o início da historiografia romana no século III a.C., no contexto das Guerras Púnicas. Como outros gêneros literários, a historiografia romana teve seu início nos reflexos da historiografia grega. Em 146 a.C., a Grécia foi anexada ao território romano. A produção de material histórico grego termina como resultado da dominação dos romanos da cidade de Corinto, última cidade grega a ser conquistada. No final do século III e início do II a.C. inicia-se a elaboração dos primeiros textos por autores latinos, movimento que teve grande expansão com a conquista da Grécia. Os primeiros textos latinos foram compostos inicialmente em grego por dois motivos. Primeiro pela questão da língua grega inicialmente deter mais recursos literários; e segundo porque os romanos queriam propagar as vitórias de Roma e o grego era um idioma mais conhecido que o latim. 
O primeiro historiador romano foi Fábio Pictor, viveu entre os séculos III e II a.C., lutou na guerra contra os gauleses em 225 a.C. Tito Lívio narra sua visita a Delfos em 216 a.C., quando foi enviado pelo senado para consultar o oráculo após a derrota de Canas, durante a segunda guerra Púnica. Especula-se que Fábio Pictor tenha sido senador. Para Cícero, Fábio Pictor estava apto a ser um bom historiador, por seu conhecimento empírico sobre política e pela sua participação militar. 
Não existe consenso sobre o idioma de escrita escolhido por Fábio Pictor para escrever a sua história, se grego ou latim, pois apenas fragmentos de textos, via citação de outros autores, chegaram até nós. Por exemplo, Dionísio de Halicarnasso  cita-o em grego, enquanto Tito Lívio em latim, já Cícero cita-o em grego. Desta forma, não se tem um consenso sobre a língua da obra de Fábio Pictor. Existem muitas teorias sobre o idioma utilizado por Fábio Pictor, que englobam inclusive a possibilidade dele mesmo ter traduzido sua obra posteriormente para o latim ou de ser isso obra de um tradutor contratado.  

## Retórica
Em Roma, o conhecimento era passado predominantemente de forma oral, conferindo um grande valor à retórica, a arte de se expressar bem, com eloquência e poder de persuasão. A retórica era uma arte muito valorizada na época e requeria do orador um conhecimento variado sobre muitos assuntos. Segundo Cícero (no seu livro Do Orador), o bom orador deve dominar o conhecimento sobre os eventos anteriores, sobre todos os grandes temas e torná-los belos e atrativos aos ouvintes. A retórica consistia no falar bem, fascinar multidões, conquistar e conduzir pela palavra, pelo poder do discurso e foi usada para trazer honra e benefício ao estado romano. Foi a retórica, o poder de persuasão dos oradores, que contribuiu para unir cidades e pessoas, que conduziu Roma a se tornar um grande Império, que colocou no coração e mente dessas pessoas uma identidade patriótica.
A história foi um subgênero da retórica muito importante. Em Roma, nesse período, para ser considerado um bom historiador, o autor deveria conseguir transmitir a história de forma clara e espelhar a realidade. Diferente dos gregos, romanos como Cícero e Salústio concordam que a história era tarefa daqueles que têm conhecimento da maneira apropriada de narrá-la, ou seja, da retórica. A verdade do relato histórico deixa de estar centrada na percepção pessoal da realidade, como era para os gregos, e passa a estar na credibilidade emprestada à narrativa pela retórica. A verdade esta no campo da plausibilidade, da possibilidade e não exclusivamente na exata conformidade entre realidade e discurso. O conhecimento retórico para Tito Lívio, por exemplo, era considerado um fator de legitimidade 

## Fastos Capitolinos e Anais Máximos

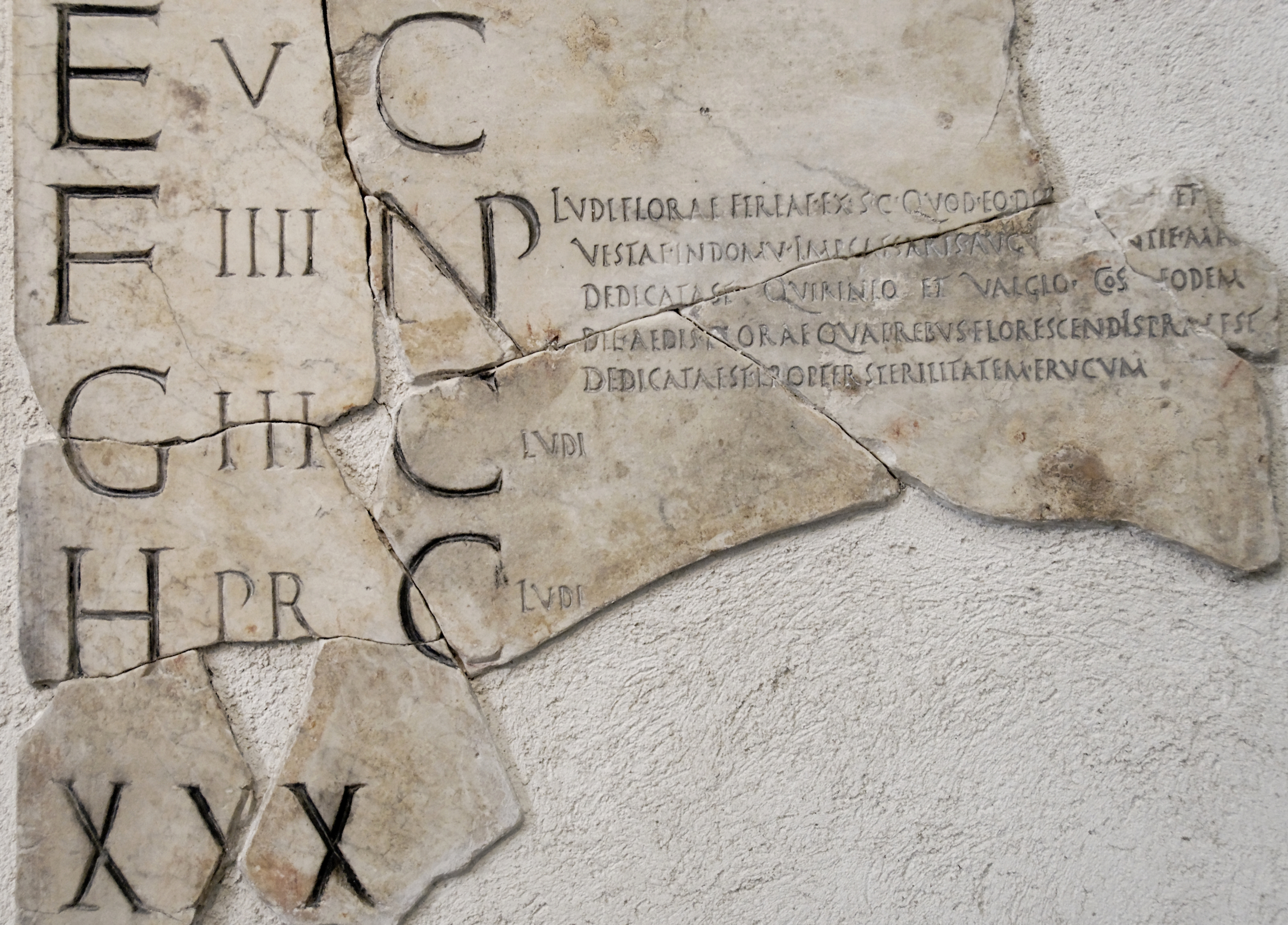
Os Fastos Capitolinos

Os Fastos Capitolinos e os Anais Máximos são documentos oficiais produzidos no colegiado sacerdotal. A história romana era escrita em tábuas, onde os acontecimentos do ano eram narrados, recebendo estas o nome de Anais Máximos. Estes textos ficavam a mostra do lado de fora da Régia – a matriz do poder do pontífice máximo – e eram pintados em uma tábua coberta de gesso que, anualmente, recebia um retoque a fim de manter sua aparência vivaz.

### Anais Máximos
Os Anais Máximos indicavam as ocorrências que interessavam à religião onde eram mencionados acontecimentos ligados aos eclipses solares e lunares, as epidemias, presságios como raios bem como a explicação destes fenômenos. Pouco a pouco esses escritos foram se transformando em crônicas, das quais se originou o gênero historiográfico romano chamado de Analística.

### Fastos Capitolinos
Os Fastos Capitolinos são considerados o fundamento da cronologia romana, onde os anos eram nomeados por uma tábua anual de cada magistrado. Essas listas se estendem apenas até o século XIII. A referida inscrição consiste de 3 partes: Os Fastos Consulares – Uma lista de Cônsules e outros Magistrados; um sumário abreviado dos Jogos Seculares (festas religiosas); O Fastos Triunfais – uma lista dos triunfos romanos.  São compilações do reinado do Imperador Augusto, datados de 13 a.C..

## Gêneros
A historiografia é um gênero da literatura latina e, com isso, possui um estatuto  diferente do atual. Para os romanos, a história era um gênero literário como qualquer outro, obedecendo um decoro e regras de composição. O diferencial do gênero história é que ele recebia credibilidade por se preocupar com a verdade dos fatos narrados, pois eles são confirmados pelas testemunhas e fontes. Com isso, os outros gêneros da literatura receberam um sentido de ficção por partirem da verossimilhança dos fatos e da imaginação do autor.
Nos manuais de literatura latina é comum textos que abordem especificamente um autor, formando sucessivamente uma cronologia a partir da relação do autor estudado com seus predecessores, com isso, a definição de historiografia não é apresentada por grandes reflexões teóricas. Outras vezes, segue definições contemporâneas, e não antigas, sobre o que deveria ser uma obra historiográfica. Basicamente existiram seis gêneros de história na historiografia romana

### Analística
A analística remonta aos Anais Máximos. Esses livros de história são denominados Anais devido ao fato de que, de acordo com um rígido modelo pautado nos arquivos do Estado, todos os acontecimentos ocorridos a cada ano eram nelas registrados. Seus autores eram conhecidos genericamente pelo nome de analistas, sendo geralmente de origem nobre e provavelmente tenham abordado a redação de seus escritos como uma
extensão de sua atividade política. No início, os autores desse gênero narravam exclusivamente fatos, mas com o passar do tempo o gênero adquire o
estatuto literário com os Anais de Tácito. Diferente das outras modalidades históricas, por se preocupar apenas com o que ocorreu há certo tempo, a analística recebe o título de história do passado.

### História Pragmática
A história pragmática tem por objetivo principal a explicação do presente. Portanto, é considerada uma história do presente. Um dos desse gênero historiográfico é  Res Gestae de Amiano Marcelino.

### Universal
A história universal tem como principal objetivo fazer uma narrativa da história do mundo ou da história romana, portanto, não possui uma função imediata. Sendo assim, também representam uma história do passado. Um exemplo de história universal é Ab Urbe Contida, de Tito Lívio.

### Monografia
A monografia é parecida com a história pragmática, pois, ocupa-se de um evento presente para buscar suas causas, porém incidem sobre um único fato e não vários. Salústio, com Conjuração de Catilina e Guerra de Jugurta exemplifica as monografias históricas. Por ser filiada a história pragmática também recebe o estatuto de história do presente.

### Comentário
Os comentários são anotações diárias, que podem ou não ser desenvolvidas. As obras de Júlio César, A Guerra civil e Sobre a Guerra da Gália, são exemplos de comentários extremamente bem escritos. Os comentários, por representarem ações em curso, podem ser entendidos como história do presente.

### Breviário ou Epítome
O Breviário ou Epítome possui as mesmas características da história universal, porém, são uma forma menos extensa, ou seja, resumida. Entre as mais significativas: Breviário de História Romana, de Séneca, o Breviarium ab Urbe Condita de Flávio Eutrópio. Os Epitomes são considerados, então, como história do passado.

## Principais historiadores

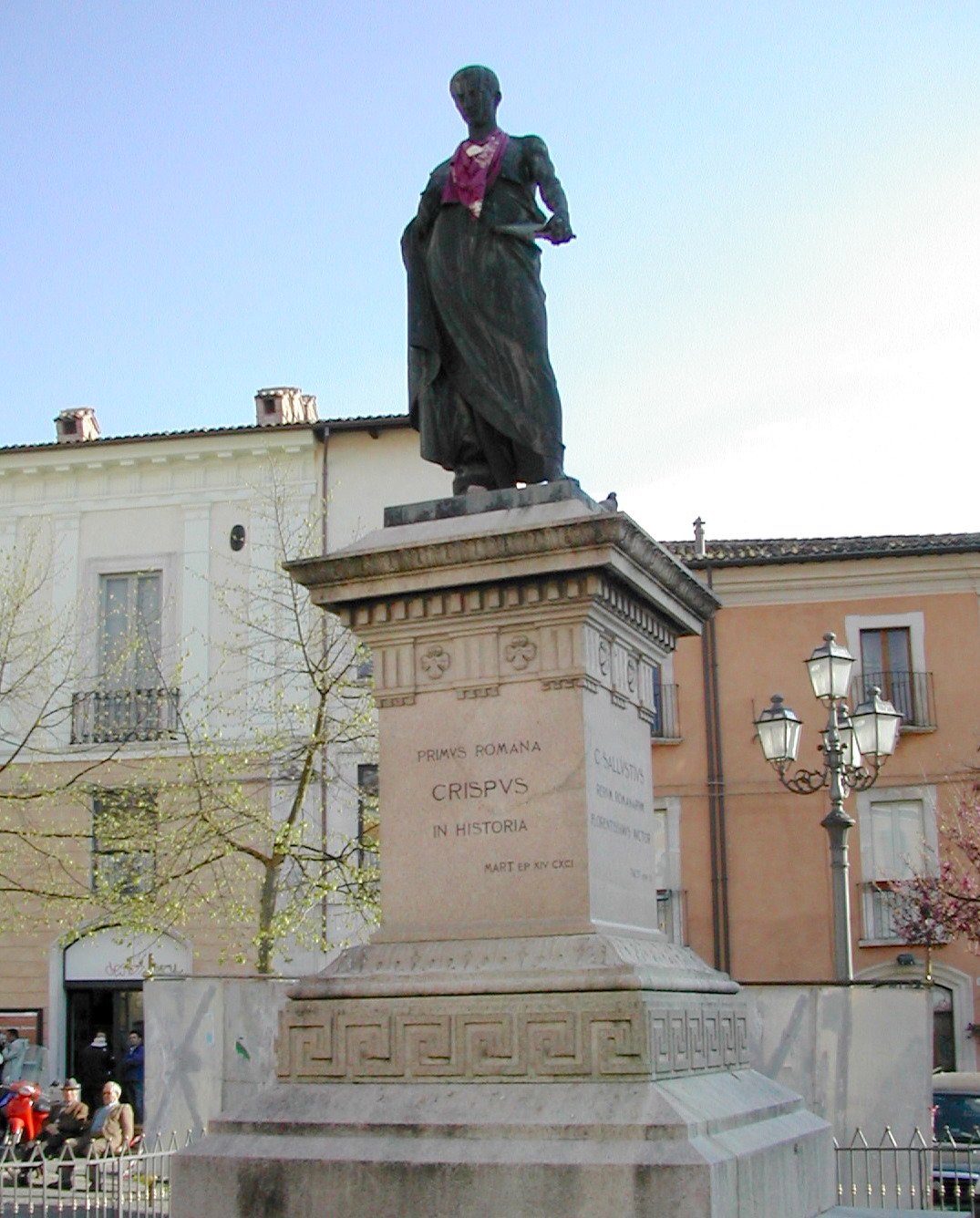
Salústio

### Salústio
Salústio, (Amiterno, atual região de Abruzos entre 86 a.C. e 34 a.C.) foi apoiado por Júlio César, conseguiu uma cadeira no Senado Romano.No fim da carreira política se dedicou à literatura, escrevendo sobre grandes momentos do fim da República Romana. Em sua narrativa se posiciona politicamente sobre aqueles que tinham o poder de decidir sobre Roma. Suas obras mais conhecidas são Conjuração de Catilina e Guerra de Jugurta. Essas são narrativas que não apresentam traços de linearidade e nem podem ser lidas cronologicamente, são escritas de forma independente, mas que dialogam entre si. Guerra de Jugurta narra a guerra ocorrida no norte da África entre a Numídia e a República Romana. Conjuração de Catilina conta eventos importantes para a compreensão do desenrolar da Guerra Civil. Salústio observa as ações de Catilina, um nobre falido o qual foi senador, para descrever os conflitos entre os grupos políticos existentes em Roma, aristocratas e populares.

### Tito Lívio

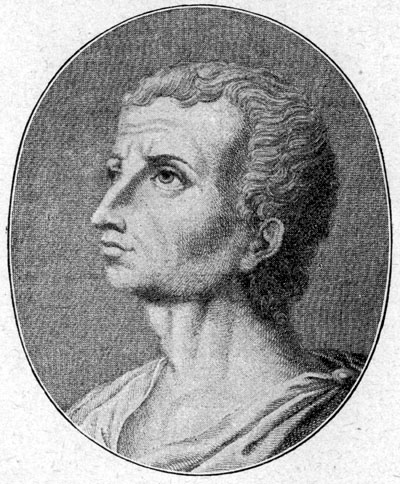
Tito Lívio

Tito Lívio (Pádua, entre 59 a.C. a 17 d.C.) cresceu entre as guerras civis na península Itálica. Sua principal obra, Ab Urbe Condita, registra desde a Fundação de Roma até Augusto. Composta por 142 livros, dos quais apenas 35 chegaram até nós. No livro I, Tito Lívio narra a fundação mítica da cidade de Roma, por Rômulo e Remo. Nos livros II a X conta a história da República Romana. Nos livros XVI a LII, narra as Guerras Púnicas e Macedônicas. Nos livros XCVII a CIII, conta a história de Crasso, a titulação de Pompeu, a campanha de Júlio César e termina com a Conspiração de Catilina.
Tito Lívio narra uma das versões da criação mítica da cidade de Roma em que o deus Marte estupra Reia Sílvia, desse ato violento nasceram Rômulo e Remo que foram abandonados em uma cesta no no Rio Tibre. Os meninos foram encontrados por uma loba a qual os alimentou e possibilitou que sobrevivessem até serem encontrados. Anos mais tarde os irmãos entram em um conflito com os pastores de seu tio Amúlio (Amúlio roubara o trono do avô dos garotos), Remo é preso, mas Romulo o salva, mata Amúlio e devolve o trono ao avô, como recompensa ganham um pedaço de terra do avô Numitor, dessa terra se inicia Roma.

### Tácito

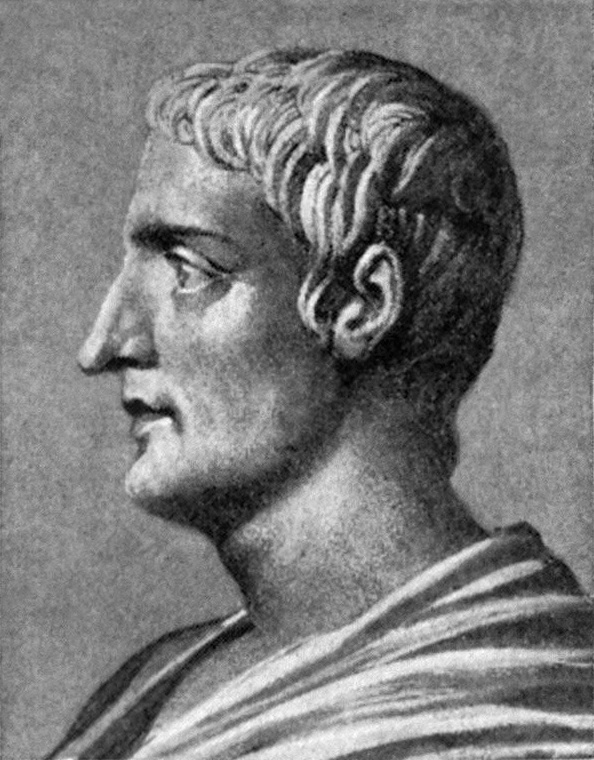
Tácito

Tácito (Gália, entre 55 e 120) foi um historiador, político e orador romano. É considerado um dos maiores historiadores da Antiguidade. Sempre muito ligado a política, chegou a ocupar os cargos de questor (magistrado criminal) no ano de 81, pretor (magistrado que administrava a justiça) em 88, e em 97 cônsul (magistrado supremo) da Ásia. O caráter de suas obras é altamente moralístico e preocupa-se em retratar grandes homens.
Por volta do ano 102, Tácito escreveu Sobre a Vida e o Caráter de Júlio Agrícola, obra feita em homenagem ao seu sogro, considerado grande homem público durante o reinado de Domiciano. Também por volta da mesma época, escreveu Diálogo dos Oradores, onde retratava alguns aspectos do ofício de orador. Porém, suas obras de maior notoriedade foram os Anais, onde Tácito descreve a perseguição aos cristãos por parte de Nero, que culpava-os pelo grande incêndio em Roma; as Histórias, onde Tácito escreve sobre o período que compreende entre a morte de Nero até a morte de Domiciano; e a Germânia, que trata da vida e da cultura dos povos germânicos. Os Anais e as Histórias só chegaram até nós graças a dois códices, Mediceus prior e Mediceus alter, que contém alguns livros e fragmentos das obras.

### Dião Cássio
Dião Cássio (Niceia, atual İznik, Turquia, entre 155 e 229) foi um grande historiador romano e também funcionário público. Foi para Roma em 180 e lá iniciou sua carreira no senado. Foi nomeado curador das cidades de Pérgamo e Esmirna pelo imperador Macrino, governou a África (223), Dalmácia (224 - 226) e a Panônia Superior (226 - 228).
Dião Cássio escreveu em 193 um panfleto, onde eram descritos os seus presságios e previsões sobre a subida de Severo ao poder, e enviou ao imperador. Assim se tornou amigo e um dos conselheiros de Severo Alexandre, e graças a essa amizade seu segundo consulado foi particularmente notável.
Durante o período de 207 até 219, Dião Cássio escreveu uma História de Roma composta por 80 volumes e que demorou 22 anos para ser elaborada. Essa obra inicia com a chegada de Eneias à Itália, descreve a fundação de Roma, e
continua até 229. Portanto, apresenta uma mitologia de fundação diferente de Tito Lívio.
Os trinta e sete primeiros livros chegaram até nós apenas como fragmentos. Os livros posteriores até o livro 54, que compreendem e descrevem o período entre 65 a.C. e 12 a.C., estão quase todos completos. O livro 55 está incompleto. Os livros 56 ao 60, que compreendem o período de 9 d.C. a 54, estão todos completos. Dos demais 20 livros restantes, restaram apenas alguns poucos fragmentos.

### Amiano Marcelino

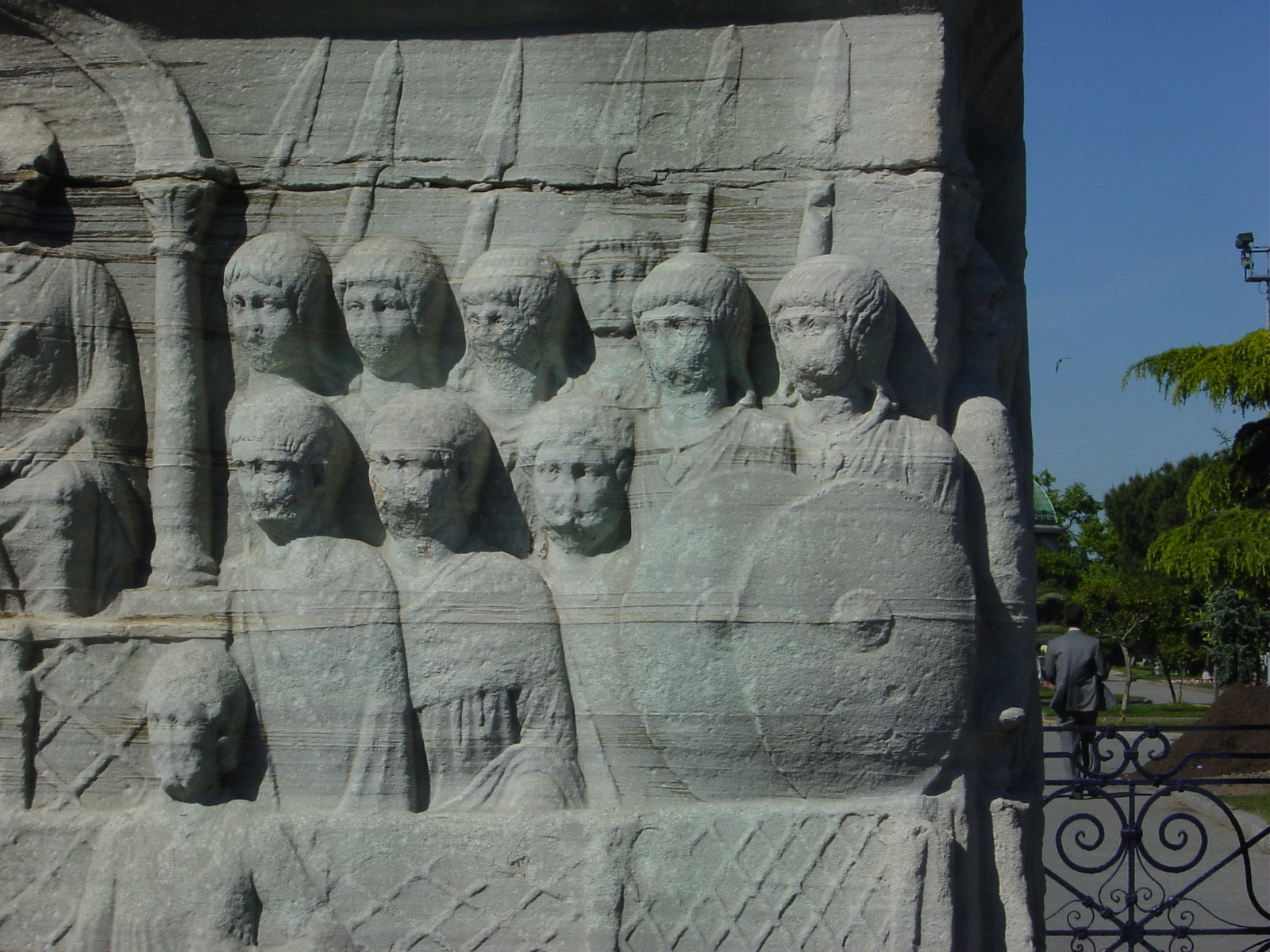
Amiano Marcelino

Amiano Marcelino (Antioquia, atual Antáquia, Turquia, entre 325 e 391) [FFV1] foi um historiador que escreveu durante o fim do Império Romano. A História de Roma escrita por ele relata desde a ascensão do imperador Nerva, em 96 - continuando, portanto, onde parou o historiador Tácito - até a morte do imperador Valente e a Batalha de Adrianópolis em 378. Num total de 31 livros, somente 18 foram preservados.
Último de sua tradição literária, Marcelino professa as regras do gênero histórico com a mesma objetividade e pretensão de Salústio, escreve uma história detalhada de fatos essenciais. Foi um historiador muito atuante dentro de sua obra, por isso possui uma trajetória conhecida. Os estudos sobre ele giram em torno de sua relação com a cidade de Roma, pois a cidade aparece em seus textos de maneira quase que acidental. Para Marcelino, o centro do poder se concentrava na figura do imperador, corte e exército não na cidade de Roma ou outros lugares físicos. As unidades cronológicas e espaciais do texto são as ações dos imperadores. Amiano talvez ainda acrescentasse que a história representa a manutenção da memória do imperador para os cidadãos.

## Historiadores menores
A historiografia romana se desenvolve a partir das Guerras Púnicas e compreende diversos autores. Estão listados abaixo apenas alguns nomes mais citados em obras subsequentes à sua escrita.
- Caio Fábio Pictor (254 a.C. - ?) foi, de acordo com James Ussher, o mais antigo escritor romano. Escreveu que a Fundação de Roma ocorreu no ano da oitava Olimpíada, que, de acordo com Ussher, aconteceu por volta de 10 de abril de 748 a.C..[38]

- Marco Pórcio Catão (234 - 149 a.C.) foi um rico proprietário e senador. Ocupou todos os cargos da magistratura, de questor a censor, e ficou famoso por defender o conservadorismo de forma severa. Já com idade avançada, escreve As Origens (sete livros em latim), que narravam as lendas gregas sobre a Roma primitiva e outros povos itálicos, as Guerras Púnicas, e outros acontecimentos até o ano de sua morte. De sua obra, restam poucos fragmentos.[39]

- Quinto Cláudio Quadrigário escreveu um conjunto com cerca de vinte livros que compreendia desde a invasão gaulesa até a morte de Sula. Muito referido por Tito Lívio.[40]

- Valério Anciate, contemporâneo de Sula, escreveu setenta e cinco livros que relatavam desde a fundação de Roma até a morte do ditador.[41]

- Aulo Postúmio Albino, cônsul em 151 a.C., foi um político que escreveu uma história de Roma em grego,. Teve sua influência e cultura reconhecidas por Políbio.[38]

- Cneu Gélio (século II a.C.) escreveu uma história de Roma desde suas origens até 146 a.C.. Elaborou seus textos utilizando métodos retóricos.[40]

- Caio Fânio, cônsul em 122 a.C., escreveu uma história de Roma provavelmente concentrada em seu próprio tempo, incluindo relatos integrais de personalidades de sua época.[40]

- Semprônio Asélio político e militar 134 - 133 a.C. escreveu uma história de Roma baseada em suas ideias patriotas.[40]